# Fuochi d'artificio (film, 1997)
Pour les articles homonymes, voir Fuochi d'artificio.
Pour plus de détails, voir Fiche technique et Distribution.
Fuochi d'artificio est une comédie italienne réalisé par Leonardo Pieraccioni et sorti en 1997.

## Synopsis
Ottone rencontre par hasard un psychanalyste alors qu'ils sont tous deux en vacances dans une petite île tropicale. Ils ont de longues conversations au cours desquelles Ottone retrace ses expériences relationnelles qu'il a eu au cours de sa vie dans la ville de Florence où il vit.

## Fiche technique
- Titre original italien : Fuochi d'artificio[1]
- Réalisateur : Leonardo Pieraccioni
- Scénario : Giovanni Veronesi, Leonardo Pieraccioni
- Photographie : Roberto Forza (it)
- Montage : Jacopo Quadri (it)
- Musique : Claudio Guidetti (it)
- Décors : Francesco Frigeri (it)
- Production : Vittorio Cecchi Gori, Rita Rusić
- Sociétés de production : Cecchi Gori Group - Tiger Cinematografica (it)
- Pays de production :  Italie
- Langue originale : italien
- Format : Couleur - 1,85:1 - Son Dolby
- Durée : 100 minutes
- Genre : Comédie
- Dates de sortie :
  - Italie : 10 octobre 1997

## Distribution
- Leonardo Pieraccioni : Ottone
- Vanessa Lorenzo : Luna
- Claudia Gerini : Lorenza
- Massimo Ceccherini : Germano
- Barbara Enrichi : Barbara
- Mandala Tayde : Demiù
- Luigi Petrucci : Psychanalyste
- George Hilton : Gérard de la Fasse
- Roberto Brunetti : Roberto « Er Patata »
- Bud Spencer : Gandhi
- Alessandro Haber : Acteur dramatique
- Francesco Ciampi : Fleuriste
- Bruno Bilotta (it) : Er Tigre
- Elisabetta Passan : La Lupa
- Claudio Santamaria : Er Banana
- Alberto Marozzi : Er Piuma
- Fabrizio Vidale : Er Manzo
- Milena Miconi : Virginia
- Gabriella Pession : Fille courtisée au restaurant par Ottone (la première)
- Sonia Grassi : Fille courtisée au restaurant Ottone (la deuxième)
- Vanessa Sabet : Fille courtisée au restaurant Ottone (le troisième)
- Ilaria Baschera : Fille courtisée au restaurant Ottone (le cinquième)
- Anita Caprioli : Mara
- Mariolina De Fano : La tante de Barbara
- Giuliano Grande : Bartolo
- Osvaldo Pieraccioni : Journaliste
- Gianni Pellegrino : Sergino le jardinier
- Renzo Cantini : Cantini

## Accueil
Le film a été le deuxième plus grand succès dans les salles de Pieraccioni : avec 7 510 129 entrées, le film a presque atteint le chiffre réalisé par Il ciclone sorti l'année précédente. Le film se place 78e au classement des plus gros succès du box-office en Italie.